# Parafia Matki Bożej Bolesnej w Nieborowie
Parafia Matki Bożej Bolesnej w Nieborowie – rzymskokatolicka parafia należąca do dekanatu Łowicz-Katedra w diecezji łowickiej. Założona w 1314 roku.
Parafia liczy 1767 wiernych. 

## Zasięg parafii
Do parafii należą wierni z następujących miejscowości: Julianów, Karolew, Łasieczniki, Nieborów, Piaski i Sypień.